# Anabarhynchus dysmachiiformis
Anabarhynchus dysmachiiformis är en tvåvingeart som beskrevs av Krober 1932. Anabarhynchus dysmachiiformis ingår i släktet Anabarhynchus och familjen stilettflugor. Inga underarter finns listade i Catalogue of Life.